# The Touch of Your Lips
The Touch of Your Lips ist ein im Jahr 1961 erschienenes Album von Nat King Cole, das bei Capitol Records erschien. Sänger Cole wird von einem Orchester unter Leitung von Ralph Carmichael begleitet; die Arrangements stammen von Carmichael.

## Hintergrund
Nachdem Cole und Carmichael mit Alben wie The Magic of Christmas (1960) ihre „wirtschaftliche Glaubwürdigkeit als Team bewiesen“ hatten, war Touch of Your Lips das Album, das sie zu ihrer eigenen Zufriedenheit aufgenommen haben. Es folgten weitere gemeinsame Produktionen wie 1963 der Hit Those Lazy-Hazy-Crazy Days of Summer. Das Album erschien 1961 sowohl in Stereo- als auch in Monoversionen. Das Coverfoto zeigt eine Nahaufnahme der Gesichter zweier Liebender; weibliches Model war Dolores Erickson.

## Titelliste
1. „The Touch of Your Lips“ (Ray Noble) – 3:52
2. „I Remember You“ (Johnny Mercer, Victor Schertzinger) – 3:13
3. „Illusion“ (Barry Iver, Lillian Moss, Sol Parker) – 2:54
4. „You're Mine, You!“ (Johnny Green, Edward Heyman) – 3:22
5. „Funny (Not Much)“ (Hughie Prince, Robert Merrill, Marcia Neil, Philip Broughton) – 3:05
6. „Poinciana (Song of the Tree)“ (Nat Simon, Buddy Bernier) – 3:56
7. „Sunday, Monday, or Always“ (Jimmy Van Heusen, Johnny Burke) – 2:21
8. „Not So Long Ago“ (Al Frisch, Charles Tobias) – 4:07
9. „A Nightingale Sang in Berkeley Square“ (Eric Maschwitz, Manning Sherwin) – 4:46
10. „Only Forever“ (James V. Monaco, Johnny Burke) – 3:19
11. „My Need for You“ (Al Frisch, Allan Roberts) – 3:24
12. „Lights Out“ (Billy Hill) – 2:29

## Rezension
Billboard stellte The Touch of Your Lips als eine der LPs der Woche vor: „Eine weitere sanfte, üppige, behutsame Produktion von Balladen, gesungen von Nat Cole mit großer Wärme. Die Arrangements und die Orchesterleitung besorgte Ralph Carmichael, der sich auf sanfte, flüsternde Streicher und Holzbläser konzentrierte.“
William Ruhlmann gab The Touch of Your Lips bei Allmusic dreieinhalb von fünf Sternen. Für ihn ist dieses erste Album Nat King Coles aus dem Jahr 1961 ein weiteres in einer Reihe von Sammlungen mit Balladen, die sich den Wundern der Liebe widmeten. „Der Arrangeur und Dirigent Ralph Carmichael unterstützte Cole mit einem beschwingten Meer von Streichern und hielt die Tempi sehr langsam, damit der reiche Ton des Sängers die Schlafzimmeratmosphäre besser vermitteln konnte.“ Letztlich sei dies ein Album für den älteren Zuhörer, der noch Ray Nobles („The Touch of Your Lips“, „You're Mine, You!“), Jimmy Dorseys („I Remember You“), Glenn Millers („A Nightingale Sang in Berkeley Square“) und Ozzie Nelsons („Lights Out“) Interpretationen der aufgenommenen Lieder in den 1930ern oder 1940ern gehört hatte. Die genannten waren natürlich alles Orchesterleiter, und Sänger Cole hätte wenig Mühe gehabt, den genannten Songs, die zuvor von den Bandsängern Al Bowlly, Bob Eberly und Ray Eberle vorgetragen worden waren, seinen eigenen Stempel aufzudrücken. Drei andere Titel, nämlich „Poinciana [Song of the Tree]“, „Sunday, Monday, or Always“ sowie „Only Forever“ stammten hingegen aus dem Repertoire von Bing Crosby, „und das war eine größere Herausforderung, der er nicht ganz gewachsen war.“ Dennoch habe The Touch of Your Lips einen Platz neben Coles anderen wirkungsvollen Balladenalben.